# Edicto de gracia
El edicto de gracia era el primer paso de las «visitas» de la Inquisición española a una ciudad o un área rural en el que se invitaba a la denuncia de uno mismo como hereje en un plazo generalmente de entre treinta y cuarenta días, durante el cual no sería castigado con penas severas. Este procedimiento fue sustituido a partir de principios del siglo XVI por el edicto de fe en el que el «período de gracia» fue suprimido. Posteriormente, solo volvió a ser utilizado en algunas ocasiones determinadas.

## Historia
Cuando los inquisidores llegaban a una ciudad o a un pueblo lo primero que hacían era presentarse a las autoridades eclesiásticas y seculares locales. A continuación en una misa de domingo o de día festivo, al finalizar el sermón del párroco o el rezo del credo, el inquisidor sosteniendo un crucifijo se dirigía a los feligreses para que tras persignarse juraran levantando la mano derecha que ayudarían al Santo Oficio a perseguir la herejía. Inmediatamente después se leía el edicto de fe, que era una larguísima relación de todas las creencias y conductas heréticas. Este fue el procedimiento habitual a partir de principios del siglo XVI.
Pero, en las dos primeras décadas de existencia de la Inquisición española (1480-1500), en lugar del que después se llamaría "edicto de fe", se usó el "edicto de gracia". La diferencia fundamental entre el edicto de gracia y el posterior edicto de fe era que en el primero, tras enumerar una lista de herejías, se hacía un llamamiento a los que creyeran haber incurrido en herejía para que se denunciaran a sí mismos dentro de un "período de gracia", que solía ser de treinta a cuarenta días. Los que así lo hacían eran "reconciliados" con la Iglesia sin sufrir fuertes castigos.
Los edictos de gracia seguían el modelo de la Inquisición papal medieval y constituyeron un medio eficaz para conseguir que los judeoconversos que seguían practicando ritos judíos, o simplemente costumbres judías, se delataran a sí mismos, debido a la benignidad de las condiciones que se ofrecían -en ocasiones la falta se saldaba con una simple penitencia y el pago de una multa, y no conllevaba la confiscación de sus bienes-. Así varios miles de conversos, convencidos de que en algún momento de su vida no habían observado alguno de los preceptos de su nueva fe católica, se presentaron voluntariamente ante la Inquisición. En Sevilla, cientos de conversos se apiñaban en la cárceles a la espera de ser interrogados. En Mallorca, unos 300 participaron en una ceremonia de arrepentimiento celebrada en 1488. En Toledo, unas 4300 personas, en su mayoría conversos, fueron "reconciliados" con la fe católica solo en dos años (1.486-1487). Pero, como ha señalado Henry Kamen, todo esto no significa que los conversos que se presentaban voluntariamente ante los inquisidores "fueran verdaderamente judaizantes o se inclinaran al judaísmo. Solo el miedo les aguijoneaba".
A pesar de que las confesiones voluntarias en su mayoría estaban motivadas por el miedo —en 1491 un vecino de Cuenca exclamó: «Más quisiera ver entrar todos los moros de Granada en esta ciudad, que el Santo Oficio de la Inquisición, porque quitan la vida y la honra»—, los inquisidores se convencieron de que eran la prueba de que la herejía estaba extendida entre los conversos, cuando hasta aquellos momentos habían carecido de pruebas, y solo se habían basado en rumores. En consecuencia, se redobló la persecución de los conversos que no se habían acogido a los "períodos de gracia", iniciándose, según Henry Kamen, un "reino de terror" —por ejemplo, en Toledo 250 personas fueron quemadas vivas entre 1485 y 1501— que hizo que los conversos dejaran de admitir sus presuntos errores e incluso algunos volvieran a la fe judía de sus antepasados.
Así pues, "después de 1500 los edictos de gracia habían cumplido su propósito y fueron sustituidos normalmente por edictos de fe, que no tenían un período de gracia y que en su lugar invitaban a la denuncia de aquellos que eran culpables de los delitos que aparecían en una larga lista de ofensas".
Los edictos de gracia se volvieron a utilizar a mediados del siglo XVI cuando la Inquisición se ocupó de los moriscos, que supuestamente seguían practicando a escondidas la fe musulmana. Así, por ejemplo, un edicto de gracia hecho público en Valencia en 1568 hizo que 2689 moriscos se denunciaran a sí mismos.
También, se utilizó este procedimiento, durante los siglos XVI y XVII, para perseguir la práctica de la hechicería. En 1522, se publicaba un edicto en Zaragoza con el fin de obtener la autoinculpación de hechiceras en Ribagorza y Jaca, logrando de este modo 22 confesiones. En el marco de la persecución de brujas en Navarra, se publicaron edictos de gracia para este tipo de delitos durante las visitas inquisitoriales al distrito efectuadas en 1610 y 1611. Durante la fase final de la persecución a los alumbrados se echó mano, asimismo, del edicto de gracia, como el publicado en 1623 por el inquisidor general Andrés Pacheco; en este caso, el tiempo de gracia era de treinta días.
Otros poderes lograron publicar edictos, al margen del control inquisitorial, para satisfacer sus propios intereses. Es el caso del edicto de gracia publicado en Portugal en 1627, tras las negociaciones entre el rey Felipe IV y la comunidad judeoconversa local. En esta ocasión, en lugar de buscar denuncias y fomentar las persecuciones, se logró "limpiar" a numerosos encarcelados y suspender la celebración de los autos de fe. Este «perdón general disfrazado de edicto de gracia», publicado a pesar de la oposición al mismo de la Inquisición portuguesa, les fue otorgado a los judeoconversos a cambio de la promesa por parte de estos de un cuantioso préstamo a la Corona.
Los últimos edictos de gracia serían publicados por la Inquisición española en 1815, recién restablecido el Santo Oficio por las estructuras de poder del Antiguo Régimen:
- El 2 de enero se dirigió un edicto de gracia a los masones del país, concediéndoles un plazo de 15 días para que confesaran sus actividades. El edicto reproducía íntegramente otro del papa Pío VII de 15 de agosto de 1814 con la misma finalidad.
- El 5 de abril se promulgó un edicto general de gracia dirigido a todos los herejes, estableciéndose en este caso un tiempo de gracia muy largo —hasta fin de año. El documento se componía de un largo texto acusatorio acerca de la irreligiosidad contemporánea, la incredulidad y la corrupción de las costumbres, causadas, según el escrito, por los judíos, los sectarios y la libertad de prensa. La principal innovación consistía en la atribución de competencias a los confesores para recibir testimonios de herejía y conceder la eventual absolución, potestad hasta entonces reservada a los inquisidores; también se daban instrucciones a los confesores sobre el modo de practicar la declaración y el interrogatorio, exigiéndose la delación de los cómplices. De esta manera, la infamia pública fue progresivamente sustituida por la confesión escrita, es decir, «la desgracia anunciada se transforma en vigilancia y chantaje».[8]